# EP

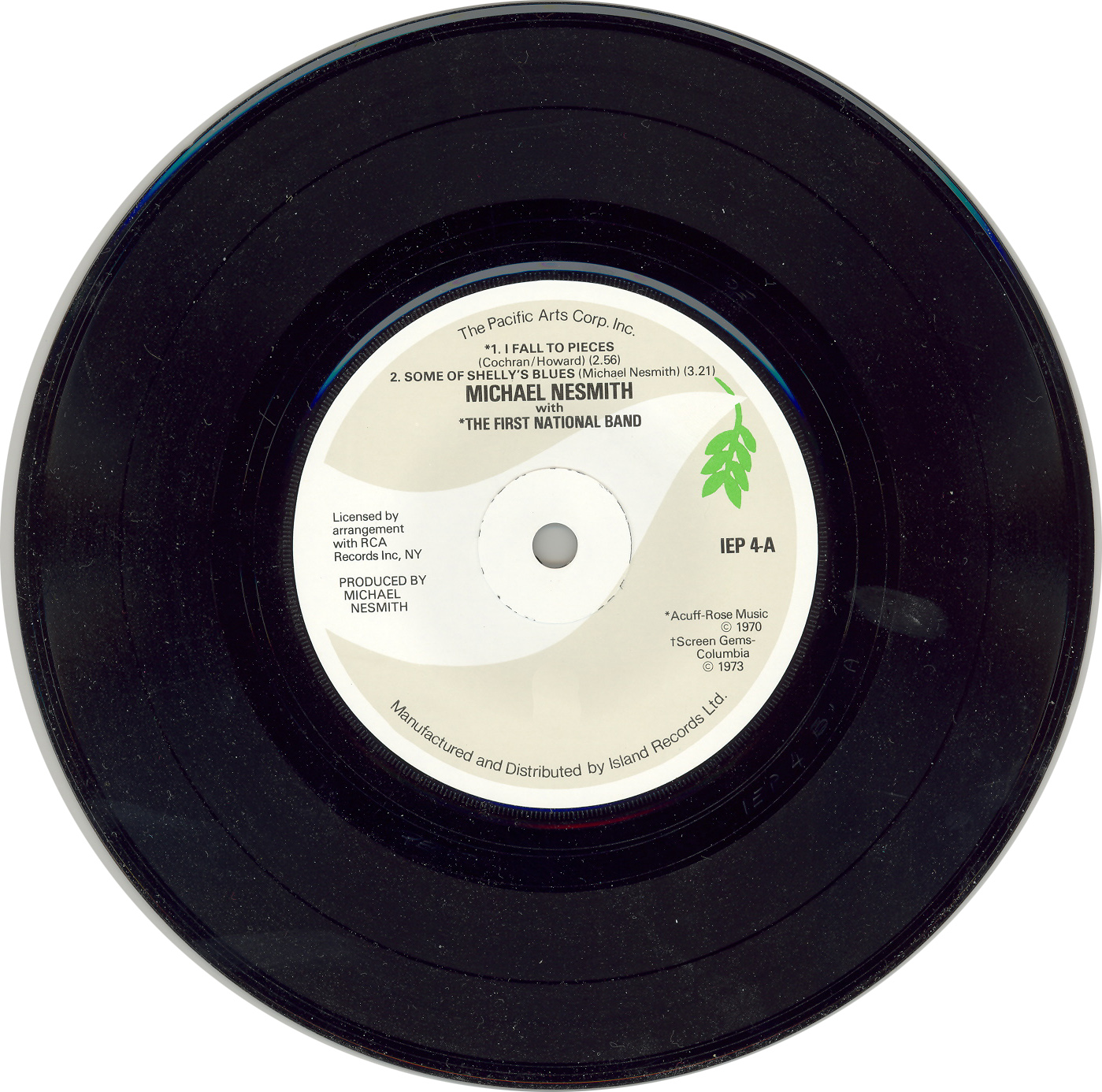
Winylowa wersja minialbumu

EP (od: extended play), minialbum, czwórka, pot. epka – nagranie muzyczne, które zawiera więcej utworów niż singel, ale zwykle nie kwalifikuje się jako album lub LP. Współczesne minialbumy zawierają zazwyczaj co najmniej trzy utwory, a maksymalnie sześć, i są uważane za „tańsze i mniej czasochłonne” dla artysty w produkcji w porównaniu do albumów. Określenie EP początkowo (po 1948) odnosiło się do typu płyt winylowych odtwarzanych z prędkością 45 obr./min (standardowa płyta [SP] 75, płyta długogrająca [LP] 33⅓ obr./min), współcześnie określenie jest stosowane również do średniej długości płyt CD/DVD i muzyki w formacie plików do pobrania.
W Wielkiej Brytanii Official Charts Company definiuje granicę między klasyfikacją EP i albumów przy maksymalnej długości płyty w wysokości 25 minut i nie więcej niż czterech utworów na niej zawartych (nie licząc alternatywnych wersji dodatkowych utworów, jeśli są obecne). Nowoczesne EP jest zwykle definiowane jako generalnie od czterech do sześciu utworów (LP ok. 8–12), przy czym niektóre źródła ustalają maksymalnie siedem utworów lub 28 minut jako sumy czasu trwania zawartych na nim utworów (LP ok. 30–60).
Recording Industry Association of America jako EP/krótki album traktuje album, który zawiera co najmniej trzy, nie więcej niż pięć, różnych utworów, których łączny czas nie przekracza 30 minut.